# Patalene varus
Patalene varus är en fjärilsart som beskrevs av Augustus Radcliffe Grote och Robinson 1867. Patalene varus ingår i släktet Patalene och familjen mätare. Inga underarter finns listade i Catalogue of Life.